# أنيتا بلانش
أنيتا بلانش (بالإسبانية: Anita Blanch)‏ هي ممثلة مكسيكية وإسبانية، ولدت في 26 يوليو 1910 في ساغونتو في إسبانيا، وتوفيت في 23 أبريل 1983 في مدينة مكسيكو في المكسيك بسبب مرض قلبي وعائي.

## وصلات خارجية
- أنيتا بلانش على موقع IMDb (الإنجليزية)
- أنيتا بلانش على موقع قاعدة بيانات الفيلم (الإنجليزية)